# Chênedouit
Chênedouit és un municipi francès situat al departament de l'Orne i a la regió de Normandia. L'any 2007 tenia 171 habitants.

## Demografia

### Població
El 2007 la població de fet de Chênedouit era de 171 persones. Hi havia 72 famílies de les quals 28 eren unipersonals (4 homes vivint sols i 24 dones vivint soles), 24 parelles sense fills i 20 parelles amb fills.
La població ha evolucionat segons el següent gràfic:
Habitants censats

### Habitatges
El 2007 hi havia 115 habitatges, 78 eren l'habitatge principal de la família, 24 eren segones residències i 13 estaven desocupats. 112 eren cases i 2 eren apartaments. Dels 78 habitatges principals, 58 estaven ocupats pels seus propietaris, 16 estaven llogats i ocupats pels llogaters i 4 estaven cedits a títol gratuït; 1 tenia una cambra, 8 en tenien dues, 20 en tenien tres, 23 en tenien quatre i 26 en tenien cinc o més. 61 habitatges disposaven pel capbaix d'una plaça de pàrquing. A 38 habitatges hi havia un automòbil i a 35 n'hi havia dos o més.

### Piràmide de població
La piràmide de població per edats i sexe el 2009 era:
| Homes | Edats   | Dones |
| ----- | ------- | ----- |
| 0     | 95 o +  | 0     |
| 0     | 90 a 94 | 0     |
| 0     | 85 a 89 | 0     |
| 0     | 80 a 84 | 4     |
| 8     | 75 a 79 | 4     |
| 12    | 70 a 74 | 16    |
| 4     | 65 a 69 | 12    |
| 4     | 60 a 64 | 4     |
| 0     | 55 a 59 | 8     |
| 8     | 50 a 54 | 0     |
| 4     | 45 a 49 | 12    |
| 8     | 40 a 44 | 8     |
| 8     | 35 a 39 | 4     |
| 4     | 30 a 34 | 8     |
| 4     | 25 a 29 | 0     |
| 4     | 20 a 24 | 0     |
| 8     | 15 a 19 | 8     |
| 4     | 10 a 14 | 4     |
| 0     | 5 a 9   | 4     |
| 0     | 0 a 4   | 0     |

## Economia
El 2007 la població en edat de treballar era de 104 persones, 77 eren actives i 27 eren inactives. De les 77 persones actives 70 estaven ocupades (41 homes i 29 dones) i 7 estaven aturades (4 homes i 3 dones). De les 27 persones inactives 11 estaven jubilades, 10 estaven estudiant i 6 estaven classificades com a «altres inactius».

### Ingressos
El 2009 a Chênedouit hi havia 76 unitats fiscals que integraven 175 persones, la mediana anual d'ingressos fiscals per persona era de 16.152 €.

### Activitats econòmiques
Dels 5 establiments que hi havia el 2007, 2 eren d'empreses de fabricació d'altres productes industrials, 1 d'una empresa de construcció, 1 d'una empresa de comerç i reparació d'automòbils i 1 d'una empresa de serveis.
L'únic servei als particulars que hi havia el 2009 era una fusteria.
L'any 2000 a Chênedouit hi havia 19 explotacions agrícoles que ocupaven un total de 567 hectàrees.

## Poblacions més properes
El següent diagrama mostra les poblacions més properes.